# Paris japonica
Paris japonica és una espècie de planta amb flors dins la família Melanthiaceae, que fins al 2024 tenia el genoma més llarg d'entre qualsevol organisme que s'hagi investigat, uns 150.000 milions de parells de bases. És una planta octoploide i un probable híbrid entre quatre espècies, té 40 cromosomes i és nativa de les regions subalpines del Japó.

## Característiques
Planta perenne de creixement lent, floreix al juliol amb flors blanques de forma estrellada. Prefereix llocs humits i ombrívols.
El seu genoma és 50 vegades més llarg que el dels humans.